# Fiachnae mac Báetáin
Fiachnae mac Báetáin, ou Fiachnae Lurgan, roi des Dál nAraidi et roi d’ Ulaid mort en 626. Fiachnae mac Báetáin, est l'une des identifications possibles du « Feáchno » du Baile Chuinn Chétchathaig

## Biographie
Fiachnae Lurgan mac Báetáin est le fils de Báetán mac Echdach, le petit-fils du roi de Dál nAraidi et d’Ulaid: Eochaid mac Condlai (mort en 553),et le père de Mongán et de Eochaid Iarlaithe
Le père de Fiachnae Lurgan, Báetán n’a pas laissé de traces dans les annales et sa mère reste une inconnue par contre nous connaissons deux de ses frères Fiachrae Cáech mort en 608 et Máel Umai mort en 610 et une de ses sœur Cumne Fhinn. La première mention de Fiachnae dans les Annales d'Ulster est liée à sa participation en 574 à la bataille de Toil près de Fortoil (peut-être Fortel près de Birr Comté d'Offaly) contre l’Osraige
Il est ensuite présenté comme le meurtrier en 588 du roi Ulaid Áed Dub mac Suibni. Sa suprématie en Ulster au cours des années suivantes est liée à la faiblesse relative de la dynastie rivale de Dál Fiatach dont le membre le plus actif Fiachnae mac Demmáin est défait avant de prendre la fuite en 602  à Cul Cail (Kilkeel Comté de Down).Un accord est conclu entre les deux rois après le combat il prévoit l’union de son homonyme Fiachnae mac Demmán avec sa sœur Cumme Fhinn ce qui assurera une vingtaine d’années de paix entre les deux royaumes.
Il semble que Fiachnae Lurgan ait étendu assez tôt son influence sur le royaume de Dalriada car les Annales d'Ulster et les Annales de Tigernach mentionnent qu’en 600 (recte 603) son frère Máel Umai mac Báetáin combattait les saxons aux côtés d’Aedán mac Gabráin. Fiachnae Lurgan renforce ensuite son allaince avec le double royaume irlandais et écossais en faisant épouser par son fils Scandlán une sœur du roi de Dál Riata, Connad Cerr
Un ancien poème indique également que Fiachnae avait réalisé vraisemblablement pour soutenir ses alliés une expédition à Dún Guaire i Saxanaid « (peut être Bamburgh en Northumbrie) cet épisode correspond sans doute à l’entrée des Annales d’Ulster qui évoque l’incendie de Raith Guala
C’est toujours dans ce même contexte qu’en 626 Mongán, le fils aîné de Fiachnae est tué par une partie de bretons du Strathclyde ( ?) 
L’action de Fiachnae Lurgan ne se limitait pas à l’Ulster et au Dal Riata car au-delà de son engagement en Osraige du début de son règne un combat contre les hommes du Munster à Sliab Cua (Knockmealdow Moutains à la frontière du Comté de Tipperary et du Comté de Waterford) est mentionné en 597.
Au-delà de ses aventures lointaines, Fiachnae Lurgan trouvera la mort dans son royaume à Leithet Midinn (Knocklayd Comté d’Antrim ou Leode près de Clonduff Comté de Down) dans un combat contre son beau-frère et rival du Dál Fiachta, Fiachnae mac Demmáin qui avait rompu la trêve. Bien que Fiachnae Lurgan n’apparaisse pas dans les listes d’’Ard ri Érenn médiévales il est le la meilleure identification possible avec le « Féchno » qui suit Diarmait mac Cerbaill dans le Baile Chuinn Chétchathaig. Il est probable qu’il ait été un prétendant sérieux au royaume de Tara et que ce fait ait été occulté par les historiens postérieurs dévoués aux Ui Neill
La mort de Fiachnae mac Báetáin sera vengé par son petit-fils et successeur Congal Clóen mac Scandlán avec l’aide de ses alliés du Dál Riata

## Union et descendances
Selon le généalogies irlandaises l’épouse de Fiachnae mac Báetáin serait Caintigern présenté comme la fille d’un roi d’Alba nommé Conndach . D’après la vie de Saint Comgall de Bangor elle aurait été guérie miraculeusement d’une maladie par le saint. Elle est la mère de 
- Mongán mac Fiachnai  tué en 625.

Avec Caintigern, ou une autre épouse Fiachnae eut également deux autres fils. 
- Scandlán Sciathlethan père de Congal Cáech.
- Eochaid Iarlaithe mac Lurgain mort en 666 roi du Dál nAraidi
- Et peut-être Corbach , la « fille d'un roi d'Ulaid » qui épouse Colmán Rímid